# Gigahearts
Gigahearts – czwarty album zespołu Dope Stars Inc.

## Lista utworów
1. "Multiplatform Paradise" – 3:06
2. "Beatcrusher" – 3:32
3. "Braindamage" – 4:47
4. "Lost" – 4:24
5. "Can You Imagine" – 4:13
6. "Play 'N' Kill" – 4:47
7. "Bang Your Head" – 2:58
8. "Just The Same For You" – 4:30
9. "Technologic Age" – 3:03
10. "Citizen XT99" – 4:23
11. "Critical World" – 3:05